# Ilmtal-Weinstraße
Ilmtal-Weinstraße is een landgemeente in Thüringen, Duitsland. De gemeente is ontstaan op 31 december 2013 uit negen gemeenten van de Verwaltungsgemeinschaft Ilmtal-Weinstraße. Daarnaast is de gemeente de vervullende gemeente voor Kromsdorf. Bestuurszetel van de gemeente is Pfiffelbach.
Ilmtal-Weinstraße telt circa 4600 inwoners (stand 31 december 2013) en heeft een oppervlakte van 75,56 km².

## Geografie

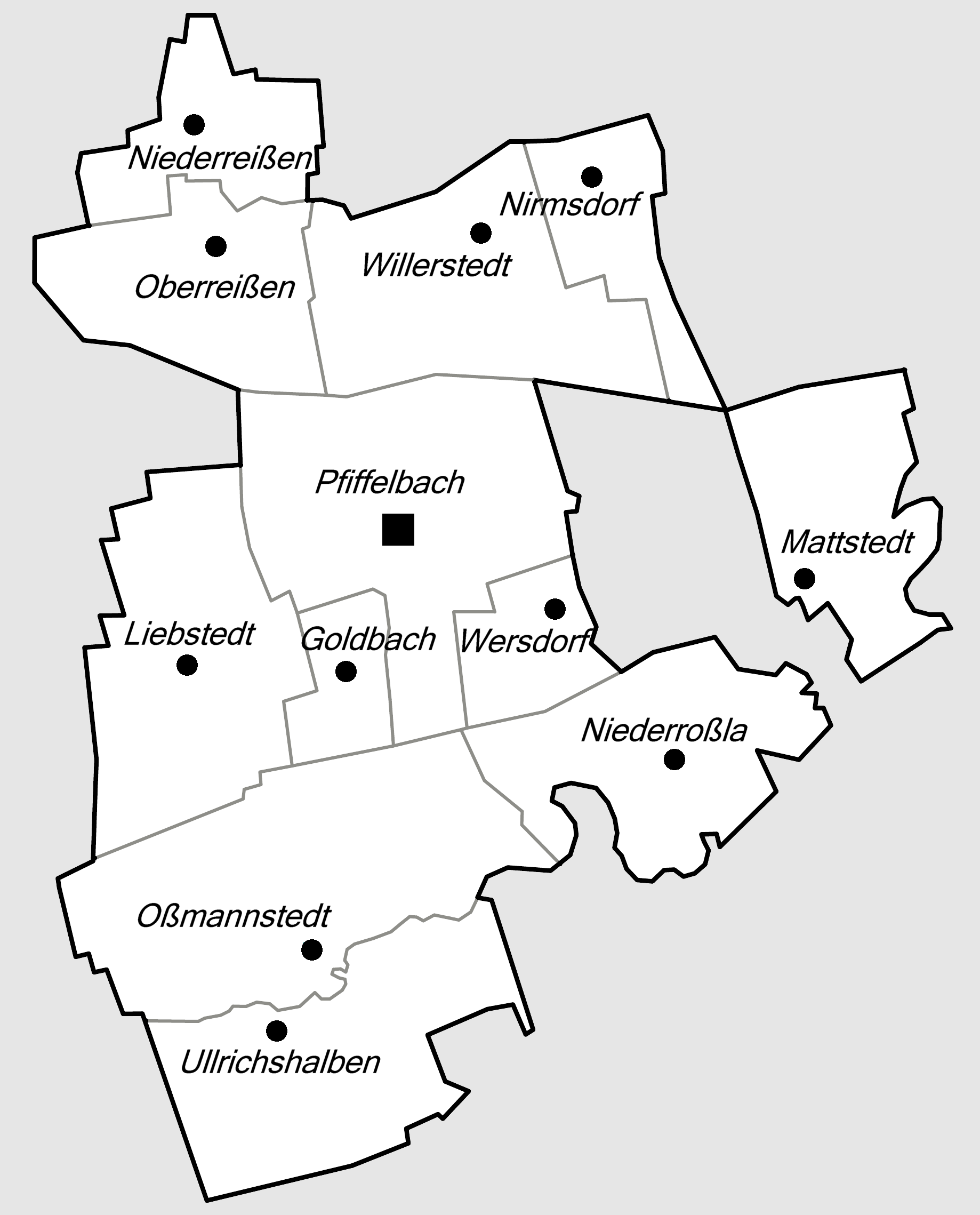
Indeling

De gemeente Ilmtal-Weinstraße ligt ten noorden van Weimar in de Landkreis Weimarer Land. De gemeente bestaat uit de ortsteile Goldbach, Liebstedt, Mattstedt, Niederreißen,Niederroßla, Nirmsdorf, Oberreißen, Oßmannstedt, Pfiffelbach, Ulrichshalben, Wersdorfen Willerstedt. Op 1 januari 2019 werden de daarvoor zelfstandige gemeenten Kromsdorf, Leutenthal en Rohrbach ook ortsteile van Ilmtal-Weinstraße.

## Bron
- Thüringer Gesetz zur freiwilligen Neugliederung kreisangehöriger Gemeinden im Jahr 2013[dode link]